# Yeh Ballet
Yeh Ballet ist ein indischer Spielfilm unter der Regie von Sooni Taraporevala, der 2020 für die Filmplattform Netflix gedreht wurde und da seit Februar 2020 abrufbar ist. Er beschreibt den Weg zweier junger indischer Tänzer aus Mumbai, die trotz ihrer Herkunft ihren Traum verwirklichen und professionelle Tänzer werden.

## Handlung
Eine indische Tanzschule in Mumbai engagiert den israelisch-amerikanischen Ballettlehrer Saul Aaron, der das Angebot angenommen hat, da er keine andere Arbeit finden kann. Schlecht gelaunt und genervt beginnen seine Schwierigkeiten vom ersten Moment seiner Ankunft an. Er ist mit seiner Unterbringung unzufrieden, schimpft mit seiner Ballettklasse und scheint frustriert zu sein, bis er in dieser Gruppe in Asif ein Talent zu entdecken meint.
Asif, ein willensstarker Jugendlicher mit wildem, gefärbtem Haar, tanzt in einer ärmlichen Wohngegend von Mumbai mit Freunden Hip-Hop und treibt sich überall herum. Er stammt aus einer muslimischen Familie. Beinahe zufällig kommt er in die Ballettschule, weil sein älterer Bruder ihn dorthin schickt, damit er etwas Ordentliches lernt und nicht auf der Straße herumlungert. Seine Eltern und der tonangebende Onkel sind dagegen, dass er tanzt und sich unter die hinduistische Bevölkerungsgruppe mischt, was er aber nicht befolgt.
Neu in der Ballettgruppe ist auch Nishu, der sich nach einem Erfolg in einer Fernsehshow heimlich dort angemeldet hat, statt das Geld seiner Familie für die Einschreibung in ein College auszugeben. Auch Nishu stammt aus ärmlichen Verhältnissen, aus einer hinduistischen Familie. Er kann erst beim Ballett mitmachen, nachdem ihm ein Mitschüler Ballettschlappen schenkt, denn es ist nicht erlaubt, barfuß mitzutanzen, Geld dafür hat er nicht.
Während Asif anfangs beim Unterricht sehr unwillig zu sein scheint, versucht Nishu die Aufmerksamkeit von Saul auf sich zu ziehen und nimmt das Angebot einer Mitschülerin an, bei ihr zu Hause zu trainieren. Aber er hört, dass deren Eltern ihn wegen seiner niedrigen Herkunft nicht dort haben wollen, so geht er wieder wütend weg. Unterdessen stirbt ein Freund von Asif bei einer kriminellen Aktivität. Von diesem Verlust geschockt, erklärt er Saul, dass er nun ein guter Tänzer werden will und bändigt sogar sein gekürztes, inzwischen wieder schwarzes Haar.
Nishus Vater erfährt, dass dieser tanzt statt zu studieren und schmeißt ihn von zu Hause raus. Nun wohnt der junge Mann provisorisch im Keller der Ballettschule, bis Saul verlangt, dass seine besten Schüler bei ihm wohnen und sich nur mit Ballett beschäftigen. So ziehen die beiden Konkurrenten Asif und Nishu bei Saul ein. Erst streiten sie ständig, aber als sie begreifen, dass sie vieles verbindet und sie zusammen mehr erreichen, trainieren sie zusammen. Plötzlich wird Nishus Schwester ernsthaft krank, er eilt sofort zu ihr ins Krankenhaus. Als sich nicht mehr in Lebensgefahr schwebt, bittet die Krankenhausdirektorin ihn, für die Patienten eine Tanzvorführung zu geben. Nishus Eltern sehen ihn tanzen und erkennen nun seine Begabung, daraufhin versöhnt sich sein Vater mit ihm.
Saul schickt ein Tanzvideo der beiden begabten jungen Männer nach Amerika. Sie erhalten eine Einladung zu einem Tanz-Seminar, scheitern aber an der Visumsvergabe, da sie als arme, junge, indische Männer in den USA nicht willkommen sind. Enttäuscht ziehen sie bei Saul aus und gliedern sich wieder in die normale Tanzklasse der Ballettschule ein.
Plötzlich bietet sich bei der Jahresaufführung der Tanzschule die Gelegenheit, die amerikanische Konsulin zu beeindrucken. Die beiden führen ihre Choreographie auf und ernten tosenden Applaus. Sie nehmen einen zweiten Anlauf, ein Visum für ein zweijähriges Tanzstipendium in den USA zu erhalten, was ihnen ebenfalls angeboten wurde, und dieses Mal wird ihnen das Visum gewährt, da die Konsulin von ihrem Können überzeugt wurde. In der letzten Szene sitzen die beiden im Flugzeug nach Amerika.

## Hintergrund

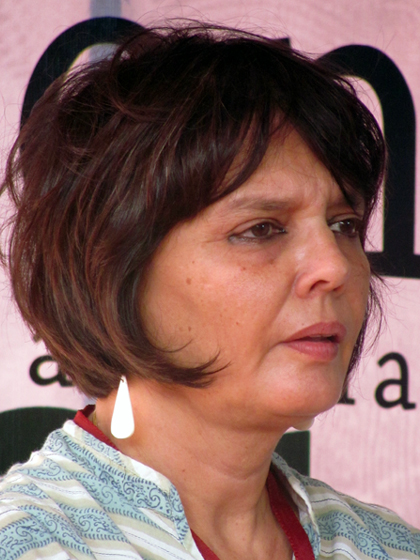
Sooni Taraporevala (2010)

Der Film wurde von dem Lebensweg zweier indischer Tänzer inspiriert: Manish Chauhan, der sich selbst spielt und den Namen Nishu im Film trägt, und Amiruddin Shah, der von Achintya Bose verkörpert wird. Um die Rolle zu spielen, musste er vor den Filmaufnahmen extra noch im Balletttanz unterwiesen werden. Als Ballettlehrerin von Achintya Bose und Choreographin der Ballettszenen im Film wurde die französische Tänzerin Cindy Jourdain engagiert. Der britische Schauspieler Julian Sands spielt den etwas schrulligen israelischen Ballettlehrer Yehuda Maor. Die Regisseurin Sooni Taraporevala hatte bereits 2017 einen Dokumentarfilm über die beiden indischen Tänzer gedreht und dadurch entstand die Idee, Yeh Ballet zu kreieren.

## Rezension
Der Film erhielt ein großes Lob von E.Nina Rothe auf ihrer Website. Sie schrieb: „… the magic of Taraporevala’s film, the incredibly charisma of its young interpreters and the stunningly perfect Sands are all still with me more than a month later.“ (… die Magie von Taraporevalas Film, das unglaubliche Charisma seiner jungen Interpreten und der umwerfend perfekte Sands haben mich auch mehr als einen Monat später noch nicht losgelassen.) Sie führte weiter aus: „An intimate yet grand pas de deux between truth and poetic freedom, between cinema and ballet, and between struggle and success. With an ending piece of music which will make you cry your eyes out.“ (Ein intimer und zugleich großer Pas de deux zwischen Wahrheit und poetischer Freiheit, zwischen Kino und Ballett, zwischen Kampf und Erfolg. Mit einem abschließenden Musikstück, das Ihnen die Tränen in die Augen treiben wird.)
In The Times of India urteilte Sunyana Suresh: „Sooni Taraporevala wins hearts out here, for she narrates the story of two underdogs with a neatly woven story sans any commercial tropes.“ (Sooni Taraporevala gewinnt hier die Herzen, denn sie erzählt die Geschichte von zwei Außenseitern mit einer sauber gewebten Geschichte ohne kommerzielle Themen.) Außerdem wird Achintya Boses überzeugend gespielter Wandel vom sorglosen Jungen, den institutionelles Tanzen langweilt, zum Tänzer, der alles für ein besseres Leben gibt, als „stunning“ (atemberaubend) gelobt.
Narvein Darshan von The New Indian Express fand kritische Worte. Der Spielfilm sei im Gegensatz zu dem vorher gedrehten Dokumentarfilm über die beiden indischen Tänzer wenig authentisch. Unter anderem werden, so Darshan, zu wenig Ballettszenen gezeigt und die religiöse Toleranz von Nishu übertrieben. Darüber hinaus werde Indien leider wieder als Land „filled with trash and morons“ (voller Abschaum und Verrückten) dargestellt.
Joanne Ma stellte in der South China Morning Post fest, dass der Film einen Durchbruch in der Männerrolle darstelle, da „it defeats stereotypical Indian masculinity“ (es die stereotype indische Männlichkeit überwindet) und die beiden Tänzer über das klassische Ballett zu Ansehen gelangen lasse. Ihr Fazit war: Obwohl die Handlung ziemlich einfach und ein wenig klischeehaft sei, mache die Musik, die Choreografie und die Einbeziehung indischer Traditionen den Film wirklich einzigartig.

## Auszeichnungen
2020 wurde Yeh Ballet für den Flyx Filmfare OTT Award 2020 für den besten Film in der Kategorie Web Original nominiert.